# Bombardamento del porto di Arbatax
Il bombardamento del porto di Arbatax avvenne il 23 aprile 1943, durante la Seconda Guerra Mondiale: il porto di Arbatax venne bombardato da diciotto Martin B-26 Marauder scortati dai caccia pesanti P-38 Lockheed Lightning, riportando gravi danni alle strutture, 13 morti e un alto numero di feriti.

## Il contesto
Il 10 giugno 1940 l’Italia fascista entra, al fianco dell’alleata Germania, nel secondo conflitto mondiale, consegnando alle 16:30 e alle 16:45 la dichiarazione di guerra agli ambasciatori di Francia e Gran Bretagna. 

Tortolì e Arbatax si spopolano e i giovani sono tutti chiamati alle armi. 

Il 16 giugno sei Martin 167 A-3 venduti nel 1939 dagli Stati Uniti alla Francia, colpiscono l'idroscalo di Cagliari-Elmas, considerato un obiettivo importante, distruggendo sei Cant Z.501, colpendo la pista e causando alcune perdite tra gli avieri in servizio.

Cagliari viene colpita nuovamente il 24 giugno da 10 Martin, poi il 2 e il 31 agosto e il 1º settembre. In questo periodo i bombardamenti, che sino ad allora avevano interessato solo obiettivi militari, diventano bombardamenti indiscriminati e vanno a colpire, non più il singolo bersaglio, ma anche tutto ciò che vi era intorno. 
Sui muri di Arbatax compaiono grandi scritte nere: “Vincere” e nei locali pubblici un manifesto: “Taci, il nemico ti ascolta”. Vi è raffigurato un soldato, con l’orecchio teso e la mano aperta intorno ad esso, come fosse una tromba acustica. Si sviluppa il mercato nero, detto “sa bèndida a martinica” ("la vendita sotto banco"). 

Il 2 febbraio del 1941 un paio di siluri e qualche bomba vennero sganciati sulla diga del Tirso da parte degli Swordfish della Fleet Air Arm decollati dall'Ark Royal, provocando la caduta di due biplani.

Il 30 luglio e il 1º agosto Cagliari venne colpita un'altra volta dai Wellington e dai Blenheim che, la notte del 24 agosto, colpirono anche Tempio Pausania.

Nell'aprile del 1942 il prefetto informò le popolazioni ogliastrine che alcuni aerei nemici stanno lasciando cadere sulle campagne dei palloni ai quali erano agganciate delle scatole di latta contenenti materiali infiammabili, ma per i mesi seguenti non ci furono eventi eclatanti. 

Nelle notti del 10 e dell'11 novembre furono eseguite azioni distruttive contro gli aeroporti sardi e ad Elmas e Decimomannu i danni furono ingenti. Saltò un deposito di munizioni e numerosi aerei arsero al suolo.

A inizio febbraio 1943 la 12° Air Force, con una formazione composta da una cinquantina di B-17 e B-26, devastò l'aeroporto e l'idroscalo di Cagliari-Elmas, facendo circa una trentina di morti.

A partire dal 7 febbraio del 1943, le incursioni aeree alleate si fecero sempre più insistenti e gli aeroporti sardi entrarono nel mirino degli Alleati; quello stesso giorno le Fortezze Volanti e i Marauders, scortati dai Lightning, centrano numerosi capannoni dell'aeroporto di Elmas da una quota di 5.440 metri.

Cagliari, intanto, venne semidistrutta da pesanti bombardamenti (7, 26 e 28 febbraio). 

Durante il primo, mercoledì 17 febbraio, più di quaranta B-17 bombardarono l'aeroporto di Elmas ma, a causa del maltempo, solo alcune Fortezze sganciarono sulla pista, mentre le altre centrarono la base navale e numerose abitazioni civili. 

Pochi minuti più tardi, una formazione composta dai B-25 Mitchell del 310° Group e dai B-26 Marauder del 17° Group attaccarono gli aeroporti minori della Sardegna: Villacidro e Decimomannu. Alcuni velivoli scambiarono il rettilineo di Gonnosfanadiga per la pista di Villacidro e sganciarono le bombe sul piccolo centro rurale, uccidendo 77 civili e 6 militari.
Il secondo bombardamento a Cagliari, il 26 febbraio, a opera di venti B-17 del 310° Group, fece 73 morti e 286 feriti, colpì il porto e l'idroscalo di Elmas. 

Il 28, durante la terza e più drammatica incursione, condotta da 46 quadrimotori B17 scortati da 39 caccia P-38, vennero sganciate 538 bombe che fecero oltre 200 morti e alcune centinaia di feriti.

Ai durissimi colpi inferti al porto e alle basi aeree si sommarono, quindi, quelli ricevuti dall'abitato: il 72% dei palazzi, delle chiese e delle case cagliaritane venne pesantemente distrutto.
Nelle prime settimane di aprile vi furono ulteriori bombardamenti a Elmas, Decimomannu, Monserrato, Villacidro e Porto Torres. 

In seguito alla quasi totale distruzione della città di Cagliari, i viaggi da parte della corriera che la collegava ad Arbatax s’interruppero e, di conseguenza, l’isolamento del paese di Arbatax si aggravò sempre di più.

## La protezione
Nel giugno del 1940 il governo e i comandi militari non erano preparati a proteggere il territorio nazionale e le città dai bombardamenti: la difesa antiaerea attiva praticamente non esisteva, le risorse e i mezzi in tutti i settori (avvistamento, batterie, caccia) erano gravemente insufficienti e obsoleti e mancavano del tutto misure di difesa passiva nelle città.

Per fronteggiare il rischio e le conseguenze dei bombardamenti, in Italia, era stata creata l'UNPA (Unione nazionale protezione antiaerea) che, a partire da settembre del 1940, prescrisse regole di comportamento in caso di attacco aereo. Queste prevedevano, tra le altre: l'oscuramento totale, il mantenimento del portone aperto durante l'allarme aereo, la possibilità di accedere a rifugi privati qualora quelli pubblici fossero momentaneamente irraggiungibili e l'obbligo, per i proprietari di palazzi e abitazioni, di fornire rifugi idonei. Nelle case nuove devono essere costruiti i ricoveri mentre in quelle vecchie i ricoveri sono costituiti dalle cantine.

In Italia, nel 1939 vi erano solamente 259 ricoveri pubblici in grado di ospitare 72.000 persone, 415 industriali per 43.000 persone, 3523 rifugi privati per 190.000 persone e un ricovero "modello" a Roma con 1000 posti: solamente lo 0,71% della popolazione italiana poteva contare su un rifugio sicuro in caso di attacco. 

Il sistema adottato per la difesa contraerea era affidato, per quanto riguarda le batterie e il servizio d'avvistamento, al personale della MVSN (Milizia Volontari Sicurezza Nazionale), dipendente dalla DICAT (Difesa Contraerea Territoriale).
Questo sistema prevedeva una rete di punti d'avvistamento ottico dislocati in posizione tale da rilevare il passaggio di aerei nemici e stabilirne la quota. In Italia, inoltre, non c'erano sistemi radar e, in sostituzione, venivano utilizzati gli aerofoni (strumenti più primitivi che captavano il rumore emesso dagli aerei).

Nel febbraio 1938, ad Arbatax, venne costituito il CCPA (Comitato Comunale di Protezione Antiaerea), del quale presero parte, tra gli altri, il podestà Emidio Mattera e il parroco Celestino Melis. Quest’ultimo aveva predisposto un preciso regolamento nel quale si stabilivano tutte le norme da seguire, comprese le modalità per un eventuale segnale d’allarme: sarebbero state fatte suonare le campane e, ad Arbatax, le locomotive avrebbero fatto fischiare le loro sirene.

Per quanto riguarda il contrasto armato, il paese non poteva contare su validi strumenti di guerra: le uniche armi a disposizione erano due mitragliatrici RG della Guardia di Finanza e le coste erano difese da due piccoli cannoni, sistemati sul tetto della collina che si erge a nord di Cala Moresca.
Sulla collina di Bellavista, invece, si trovavano alcune postazioni che ospitavano i soldati addetti alla batteria contraerea e antinave. 
Quanto a strutture di difesa passiva, ad Arbatax esisteva una sola “galleria antiaerea”, rappresentata da un cunicolo ricavato sotto il viale Lungomare, costruito tempo prima per la raccolta delle acque piovane.
Dagli abitanti del paese, il porto di Arbatax non era considerato un obiettivo strategico, ed è questo il motivo per cui la protezione era molto scarsa.

## La scelta
Per gli alleati, gli obiettivi del Sud Italia erano meno impegnativi rispetto a quelli del Settentrione, sia perché la Raf penetrava con più facilità le maglie difensive e sia per la mancanza di ostacoli naturali, per la conformazione geografica che facilitava l'orientamento e per le distanze brevi, che non richiedevano né la dotazione di serbatoi supplementari né aerei a lunga autonomia.

Lo scopo per il quale gli americani decisero di bombardare il porto di Arbatax era legato, in primo luogo, al voler seminare terrore nella popolazione, ma soprattutto vi era negli alleati un forte interesse a eliminare tutte le basi aero-navali dell’isola. Questi consideravano, infatti, il porto di Arbatax di rilevante interesse strategico, soprattutto in seguito alla distruzione del porto di Cagliari, perché era il luogo dove arrivavano grandi quantità di materiali e macchinari, oltre a numerose materie prime destinate alla costruzione della diga sul Flumendosa, sulla quale il regime fascista aveva investito molto nel piano nazionale della produzione dell’energia elettrica.

## L’attacco
Il bombardamento avvenne il 23 aprile 1943, giorno del Venerdì Santo, nel primo pomeriggio, in un orario compreso tra le 13:30 e le 14:30. 
Diciotto Martin B-26 Marauder scortati dai caccia pesanti P-38 Lockheed Lightning, provenienti dal sud dell’isola, sorvolano il cielo del paese, puntando però verso nord, in direzione Capo Monte Santo a Baunei. Dopo aver raggiunto le montagne di Baunei, però, la squadriglia di bombardieri invertì la rotta e puntò nuovamente verso sud, abbassandosi rapidamente.
Le prime bombe, indirizzate verso l'isola dell'Ogliastra, caddero in mare senza provocare alcun danno.
Successivamente, dopo essersi avvicinati allo Stagno di Tortolì e abbassati a una quota, stabilita dalle stime ufficiali, tra i mille e i cinquecento metri, puntarono nuovamente in direzione del porto di Arbatax.
I bombardieri attaccano a ondate successive di tre aerei, uno dopo l’altro.
La modalità di rilascio delle bombe è quella tecnicamente definita “in serie di salve”, ciascuna di quindici bombe del genere dirompente, calibro 45/60, di oltre 400 kg di peso ciascuna. 
Non vi fu praticamente alcuna difesa, se non qualche colpo sparato dalle due mitragliatrici della Guardia di Finanza, perché l’allarme, meticolosamente messo a punto diversi anni prima, fu dato quasi contemporaneamente all’azione offensiva.
Dirigendosi ancora più a sud, gli americani mitragliarono il capo Bellavista senza provocare danni e sganciarono una bomba sul faro, che cadde a circa 150 metri di distanza, in aperta campagna, senza provocare vittime né danni.

## Danni e vittime
Il numero complessivo delle vittime dei bombardamenti in Italia non è noto. La fonte di riferimento principale è costituita da una pubblicazione dell'Istat del 1957, secondo la quale, nel territorio nazionale, i deceduti per bombardamento aereo sono stati 64.354 (32.082 maschi e 27.714 femmine fra i civili, più 4558 militari).

Ad Arbatax, 13 furono le vittime e molti i feriti.

Furono completamente rasi al suolo i magazzini e le casette dell’impianto ferroviario, il magazzino del Genio Civile, il ponte scorrevole, lo scalo ferroviario, la sede dell’Agenzia Marittima, due depositi di materiali dell’Impresa Vigna&Vitale, quattro vagoni carichi di cemento, tre case e due fabbricati. Svanirono nel nulla la garitta della Guardia di Finanza, il lazzaretto e la casa dello spedizioniere.
La banchina principale presentava larghi squarci e diverse imbarcazioni dei pescatori, ormeggiate nella darsena di Cala dei Genovesi, risultarono distrutte o gravemente danneggiate.
Rimasero vittime del bombardamento quattordici persone, 13 sul campo di battaglia (tra cui tre bambini) e un militare che morì poche ore dopo il ricovero all’ospedale di Nuoro.
Per quanto riguarda i feriti, se ne contarono 13 sul campo di battaglia, di cui sei civili e sette militari, questi ultimi più gravi, furono ricoverati all’ospedale di Nuoro.

## I soccorsi e la ricostruzione
Il prefetto impartì da subito l’ordine in merito all’immediato sgombero delle macerie e al ripristino dei servizi essenziali. Il 410º Battaglione, composto da 250 uomini, fu mobilitato per ristabilire il transito e l’ormeggio nel tratto di banchina rimasto illeso; infatti, già il 25 aprile, a soli due giorni dall’accaduto, due motovelieri e un piroscafo poterono scaricare le proprie merci nel porto.
Come precauzione per il futuro, il prefetto ordinò che fosse organizzato adeguatamente il servizio d’allarme e diede inoltre disposizioni affinché si provvedesse a costruire tre ricoveri antiaerei: uno in banchina, in cemento armato, capace di contenere 50 persone, uno in caverna per altre 100 persone e l’ultimo, anticrollo, presso la torre utilizzata dalla Guardia di Finanza, capace di contenere altre 50 persone.

## Ancora bombe
Mentre le operazioni di ristrutturazione del porto andavano avanti a rilento, le ricognizioni aeree da parte degli americani proseguivano incessanti. La prima tre giorni dopo l’accaduto (il 26 aprile), fatta probabilmente con lo scopo di valutare i danni effettivi e le seguenti, nei giorni 8, 13, 14 e 19 maggio. 

Il 24 maggio, però, intorno alle 13:30 suonarono gli allarmi. 

Alle 13:50 tre aerei americani Lockheed P-38J Lightning sorvolarono Arbatax e, dopo essersi portati a bassa quota, sganciarono tre bombe e alcuni spezzoni incendiari sul porto. Si diressero poi verso sud, dove incontrarono e mitragliarono un dragamine.
Le bombe caddero vicino ad alcune abitazioni senza, però, provocare danni di particolare entità.
Il reale obiettivo degli americani, questa volta, era quello di distruggere il ponte ferroviario, che venne, infatti, spezzato in due. Fu inoltre danneggiata una barca da pesca e alcuni spezzoni caddero in un campo di grano nei pressi di Girasole, dove l’intervento delle squadre di soccorso impedì lo scoppio di un incendio. 
Al rientro in porto del dragamine fu ritrovato morto il capitano dell’unità e feriti tre marinai, che furono trasferiti all’ospedale di Nuoro.

Durante il mese di maggio tutta la Sardegna subì pesanti bombardamenti aerei. 

Il 13 maggio alcuni cacciabombardieri distrussero il porto e l'aeroporto di Alghero, altri colpirono Porto Torres, Il 14 maggio il porto, la stazione ferroviaria e il centro  di Olbia che provoco' 19 morti e 3 dispersi. 
Il 14 un bombardamento su Sassari. 
Il 18 Alghero venne colpita nuovamente e subì danni gravi: vennero colpiti il Palazzo Episcopale e la cattedrale aragonese e si registrarono 11 morti. 

Il 24, oltre ad Arbatax, vennero sganciate bombe da parte delle Fortezze Volanti sulla Maddalena, da parte dei Marauder su Alghero, da parte dei Mitchell e dei Lightning su Olbia (che venne colpita anche dai Wellington il 25) e da parte dei Lightning e dei Kittyhawk su alcune località minori, soprattutto nella regione del Campidano. 

Il 26 fu la volta di Golfo degli Aranci, della diga del Tirso, dell'aeroporto di Villacidro e di Sant'Antioco.

I voli di ricognizione ad Arbatax proseguirono senza sosta nei mesi seguenti: cinque a maggio (26, 30 e tre il 31), sei a giugno (3, 11, 18, 21, 24 e 26), nove a luglio (3, 6, due il 10, 22, 26, 28, 29, 30), tre ad agosto (7, 9 e 10) e l’ultimo il 2 settembre.

## Ricostruzione e memoriale

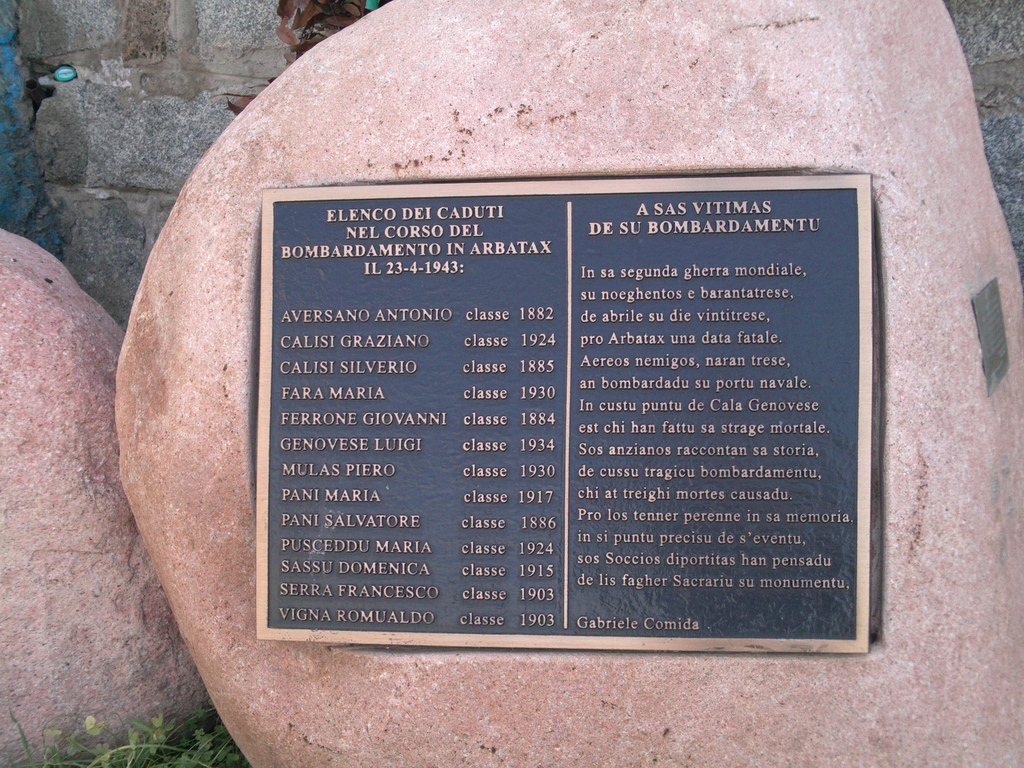
Lapide commemorativa, Cala Genovesi, Arbatax

La ricostruzione delle opere portuali e della stazione ferroviaria conobbe tempi assai lunghi e Arbatax, che si era completamente spopolata a causa degli spostamenti degli abitanti nei centri vicini (Baunei, Lotzorai, Sadali, Seui, Ilbono e altri), si ripopolò e vennero riprese man mano tutte le attività cittadine. 

Nel 2005, nel porticciolo di Cala Genovesi, venne posta, dai soci del Club dei diportisti di Arbatax, una lapide commemorativa in onore delle vittime del bombardamento. In questa lapide di pietra, sono scolpiti i nomi dei 13 caduti il 23 aprile 1943, accompagnati dall’anno di nascita:
Aversano Antonio, classe 1882 

Calisi Graziano, classe 1924 

Calisi Silverio, classe 1885 

Fara Maria, classe 1930 

Ferrone Giovanni, classe 1884 

Genovese Luigi, classe 1934 

Mulas Piero, classe 1930 

Pani Maria, classe 1917 

Pani Salvatore, classe 1886 

Pusceddu Maria, classe 1924 

Sassu Domenica, classe 1915 

Serra Francesco, classe 1903 

Vigna Romualdo, classe 1903
Insieme ai nomi delle 13 vittime, la lapide contiene una poesia scritta in lingua sarda dal poeta Gabriele Comida in memoria dei caduti: “A sas vitimas de su bombardamentu” (“Alle vittime del bombardamento”):
In sa segunda gherra mondiale, 

su noeghentos e barantatrese, 

de abrile su die vintitrese, 

pro Arbatax una data fatale. 

Aereos nemico, naran trese, 

an bombardadu su portu navale. 

In custu punto de Cala Genovese 

est chi han fattu sa strage mortale. 

Sos anzianos raccontan sa storia, 

de cussu tragicu bombardamentu, 

chi at treighi mortes causadu. 

Pro los tenner perenne in sa memoria, 

in si puntu precisu de s’eventu, 

sos Soccios diportitas han pensadu 

de lis fagher Sacrariu su monumentu.
Nel 2008, il comune di Tortolì, si aggiudicò la somma di un milione di euro da utilizzare per la realizzazione di un progetto di recupero delle casematte nella collina di Batteria, ad Arbatax. Il progetto prevedeva, oltre alla restaurazione di tredici edifici che ospitarono i soldati addetti alla batteria contraerea durante la seconda guerra mondiale, la costruzione di un museo della memoria, un vero e proprio itinerario naturalistico, storico e culturale, comprendente la costruzione di un punto di ristoro e un punto informazioni. I lavori di riqualificazione terminarono a Gennaio 2013, ma da allora il parco non è mai stato aperto al pubblico e non è stato, tanto meno, pubblicato un bando per l’assegnazione di quest’area demaniale, abbandonata ai vandali che continuano a distruggerla.

## Galleria d'immagini

Funerali delle vittime del bombardamento, Tortolì.
Funerali delle vittime del bombardamento, Tortolì.
Funerali delle vittime del bombardamento, Tortolì.
Funerali delle vittime del bombardamento, Tortolì.
Funerali delle vittime del bombardamento, Tortolì.